# جمهوری اسلامی عربی
جمهوری اسلامی عربی (به عربی: الجمهوریة العربیة الإسلامیة؛ al-Jumhûriyya al-Arabiyya al-İslâmiyya پیشنهاد اتحاد تونس و لیبی در سال ۱۹۷۴ بود که معمر قذافی، رئیس دولت لیبی و حبیب بورقیبه، رئیس‌جمهور تونس با آن موافقت کردند. کشورهای دیگری—مراکش و الجزایر—بعداً در این پیشنهاد گنجانده شدند که هرگز اجرا نشد.

## زمینه منطقه‌ای

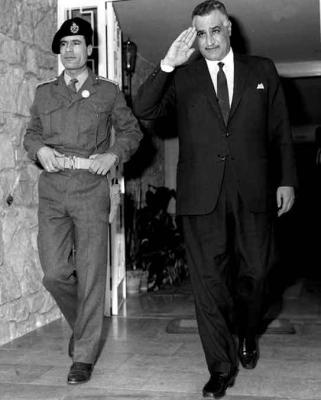
جمال عبدالناصر(راست) و معمر قذافی

تلاش برای ادغام تونس و لیبی در یک زمینه تاریخی و منطقه‌ای انجام شد. سیاست منطقه ای مغربی نقشی را ایفا کرد که در قانون اساسی تونس گنجانده شده بود، مراکش و الجزایر آرمان وحدت مغربی است، اما در تضاد با این آرمان، منافع رقابتی مراکش و الجزایر، دو قدرت بزرگ منطقه است. به گفته حبیب اسلیم، محقق تونسی، "اگر فقط الجزایر بود نه مراکش، یا مراکش و نه الجزایر، هرگز مغرب وجود نداشت. قدرت بزرگ همه ما را می‌بلعید. برای داشتن مغرب به این دو رقیب نیاز دارید. قدرت‌هایی که در منطقه با یکدیگر رقابت می‌کنند». بنابراین تلاش برای اتحاد در مغرب اغلب ابزاری برای مقابله با یک یا هر دو قدرت بزرگ منطقه بود.
علاوه بر این، پان‌عربیسم بر سیاست جهان عرب تأثیر گذاشت. معمر قذافی از طرفداران مشهور این ایدئولوژی بود و از این رو برای اتحاد با چندین کشور عربی مانند مصر، سوریه، سودان و تونس تلاش کرده بود. او همچنین به دنبال اتحاد با چاد بود. تونس در ابتدا به مقاصد قذافی مشکوک بود، اما رهبر لیبی در فوریه ۱۹۷۱ و دسامبر ۱۹۷۲ از تونس بازدید کرد، و در تظاهراتی در آن شهر در سفر اخیر، از حمایت از اتحاد میان لیبی و تونس صحبت کرد. رئیس‌جمهور بورقیبه با شنیدن سخنرانی قذافی به‌طور زنده در خانه اش از طریق رادیو، به سرعت به سمت تجمع شتافت و پس از اینکه قذافی را به پایان رساند، روی صحنه رفت و این ایده را محکوم کرد که «اعراب تا به حال متحد شده بودند، همه ایده‌های [قذافی] در مورد اتحاد سریع اعراب را رد کردند. ایده‌هایی در مورد اتحاد سریع اعراب، و حتی لیبیایی‌ها را به دلیل آنچه که او به عنوان فقدان وحدت ملی و عقب ماندگی آنها توصیف کرد، مورد سرزنش قرار داد. روابط نزدیک لیبی و مصر، رهبران مغربی را که از نزدیکی مصر در مرزهای شرقی خود می‌ترسیدند و بنابراین تلاش می‌کردند تا لیبی را از نفوذ مصر دور کنند، آشفته کرد. در چهارمین کنفرانس سالانه جنبش غیرمتعهدها در الجزیره، بورقیبه خواستار اتحاد الجزایر، تونس و لیبی برای تشکیل «ایالات متحده آفریقای شمالی» شد، حرکتی که او با پیشنهاد انجام آن در مراحلی در یک «مدت زمانی نامشخص» صلاحیتش را به دست آورد.

## اعلامیه جربا
در ۱۱ ژانویه ۱۹۷۴، اعلامیه جربا توسط بورگیبا و قذافی امضا شد که دو کشور را متعهد به تبدیل شدن به یک کشور واحد به نام جمهوری اسلامی عربی کرد. این قرارداد در جزیره جربا امضا شد و بنابراین، به عنوان اعلامیه جربا یا پیمان جربا نیز شناخته می‌شود. همه‌پرسی در هر کشور برای رأی‌گیری در مورد این موضوع برنامه‌ریزی شده بود. تاکتیک خودجوش در تلاش برای به دست آوردن اتحاد با یک کشور دیگر از سوی قذافی، رویکرد متفاوتی را نسبت به تلاش پیشین اتحادیه با مصر نشان می‌دهد، جایی که مذاکرات طولانی نتیجه نداد. این احتمال وجود دارد که بورقیبه به دنبال اتحاد میان لیبی و تونس بوده باشد، زیرا بورقیبه خواهان یک متحد منطقه‌ای بود و همچنین می‌خواست «لیبی را از مصر دور کند».
توافق اتحادیه برای ناظران غافلگیرکننده بود، زیرا پیش از این تصور می‌شد که بورقیبه از این ایده حمایت نکرده است، بخشی از آن به دلیل تنش‌های ناشی از سخنرانی قذافی در تونس در دسامبر ۱۹۷۲ است. این تغییر حمایت همچنین می‌توانست تحت تأثیر حضور ۳۰٬۰۰۰ تونسی که در آن زمان در لیبی کار می‌کردند و به اقتصاد تونس کمک می‌کردند، باشد. از آنجایی که تونس از مازاد نیروی کار، یک میلیارد بدهی خارجی و کمبود منابع طبیعی رنج می‌برد، یک اتحادیه اقتصادی نزدیک تر با لیبی غنی از منابع اما کارگر فقیر جایگزین جذابی می‌شد. اینکه چرا بورقیبه تصمیم به موافقت با اتحادیه گرفت کاملاً مشخص نیست، اما مشخص است که توافق جربا از سوی تونسی‌ها و الجزایری‌ها و همچنین خارج از این کشورها چه در سطح منطقه‌ای و چه در سطح بین‌المللی با سوء ظن دیده شد.
قرار بود جمهوری اسلامی عربی «یک قانون اساسی واحد، یک ارتش واحد و یک رئیس‌جمهور واحد» داشته باشد. بر اساس این توافق، بورقیبه باید رئیس‌جمهور می‌شد، اما قذافی می‌خواست وزارت دفاع را حفظ کند. پیش از اعلامیه جربا، توافق‌های متعددی که به موضوع منفرد می‌پردازد، پیشتر میان دو کشور در مورد «تجارت، عوارض گمرکی، سرمایه‌گذاری، مقررات برای کارگران مهاجر، تأمین اجتماعی و ایجاد یک شرکت کشتیرانی مشترک» ترتیب داده شده بود اما به‌طور علنی به این توافقات اشاره نشد که اتحاد دو کشور را دنبال می‌کند. حمایت از اتحاد فراتر از بورقیبه از سوی سایرین در دولت تونس صورت گرفت و فکر می‌کردند که این امر به نفع اقتصاد تونس خواهد بود. مهم‌ترین حامی محمد مسمودی وزیر امور خارجه تونس بود.
مدت زمانی که این اتحادیه دوام آورد بحث‌برانگیز است، به طوری که یک منبع می‌گوید این اتحادیه یک ماه به طول انجامید، در حالی که منبع دیگر می‌گوید که تنها یک روز به طول انجامید و منبع سوم نشان می‌دهد که چند روز طول کشیده است. با این حال، آنچه شناخته شده است این است که تونس بلافاصله پس از امضای آن قرارداد را مورد تجدید نظر قرار داد، زیرا تونس از منافع اقتصادی به دست آمده از اتحادیه حمایت می‌کرد، اما نه برای دست کشیدن از حاکمیت تونس. بنابراین، از آنجایی که حزب سوسیالیست تونس PSD به دلیل نظر آنها مبنی بر اینکه ترتیبات به اندازه کافی روشن نیست و نحوه ساختار نهادهای سیاسی را شامل نمی‌شود، در برابر طرح‌های اتحادیه مقاومت می‌کند، بورقیبه تصمیم خود برای تشکیل جمهوری اسلامی عربی را لغو کرد. رفراندوم تونس همان‌طور که در ۱۲ ژانویه ۱۹۷۴ اعلام شد به تعویق افتاد. پس از حذف تونس از توافق توسط بورقیبه، مسمودی، وزیر خارجه تونس، بزرگ‌ترین حامی این اتحادیه برکنار شد.
قذافی پیش از انحلال توافق فکر می‌کرد که یک ادغام در منطقه منجر به اتحاد منطقه و در نهایت اتحاد جهان عرب می‌شود. پس از تأسیس اتحادیه و نتیجه آن، قضاوت و ظرفیت بورقیبه برای رهبری تونس پس از اعلام اتحاد با لیبی مورد تردید قرار گرفت. بچیر بن یاحمد، روزنامه‌نگار تونسی خاطرنشان کرد: «برای من، او [بورقیبه] در ژانویه ۱۹۷۴ در جربا درگذشت، زمانی که طی چند دقیقه رو در رو با قذافی، او در ایستگاه هتل، منشور معروف اتحادیه را امضا کرد.»

## شکست اعلامیه جربا
در نتیجه تفاوت‌های ایدئولوژیک، در مورد اینکه ادغام چگونه به نظر می‌رسد، اختلاف قابل توجهی نیز وجود داشت. همان‌طور که بورقیبه درک می‌کند، خود دولت‌ها متلاشی نمی‌شوند، بلکه مرزهای آنها از طریق «یکپارچگی عملکردی»، به شیوه‌ای مشابه اتحادیه مغرب عربی معاصر، که بیش از یک دهه بعد شکل گرفت، «قابل نفوذ همکاری» می‌شود. برعکس، قذافی بیشتر به ادغام کامل لیبی و تونس در جمهوری اسلامی عرب علاقه داشت. او لیبی را یک جنبش انقلابی می‌دانست تا یک کشور سرزمینی. قذافی احساس می‌کرد که آنها یک ملت هستند و مرزها تنها محصول نخبگان حاکم و تقسیم امپریالیستی توسط فاتحان است.
در نهایت، مشکلات سیاسی منطقه‌ای وجود داشت. همان‌طور که پیشتر ذکر شد، روابط لیبی و مصر پس از سال ۱۹۷۳ به‌طور پیوسته رو به وخامت بود. با توجه به کاهش تهدید مصر، الجزایر احساس کرد که دیگر لازم نیست و حتی نامطلوب ادغام با لیبی است و طرفدار تونس نیز نبود. بنابراین، در عرض بیست و چهار ساعت پس از اعلام جمهوری، الجزایر تونس را تهدید کرد که در صورت پیشبرد اتحاد تونس، به مداخله نظامی خواهد پرداخت. همچنین اتهاماتی مبنی بر رشوه گرفتن وزرای خارجه تونس از سوی لیبی وجود داشت. هر چه که باشد، اتحاد با لیبی هرگز به پایان نرسید و روابط میان دو کشور به‌طور پیوسته بدتر شد.